# Hadinec obecný

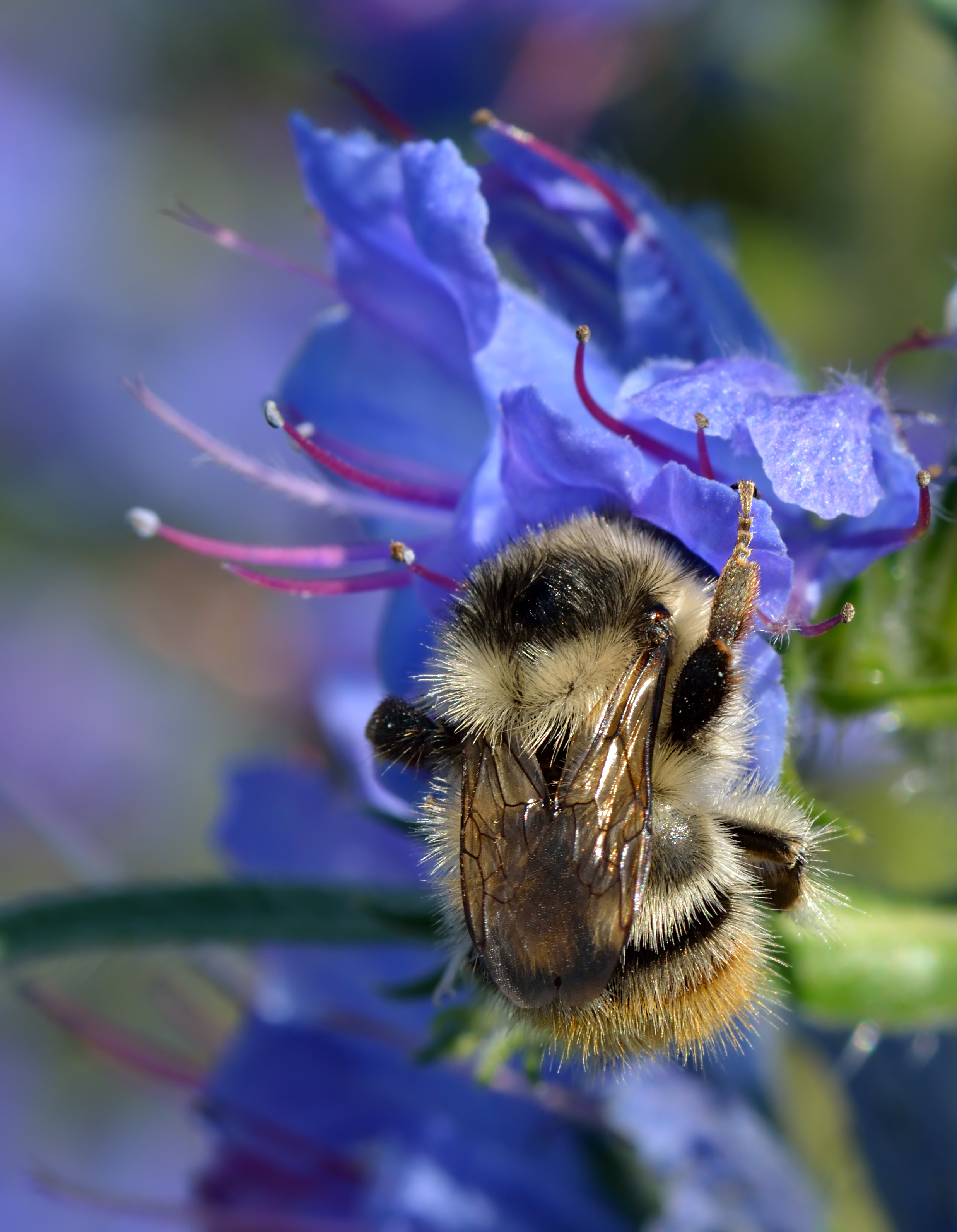

Hadinec obecný (Echium vulgare) je léčivá dvouletá bylina z čeledi brutnákovitých.

## Popis a rozšíření
V prvním roce rostlina tvoří pouze listovou růžici. Ve druhém roce její přímá lodyha dorůstá výšky až 100 cm a vykvétá. Listy jsou úzce podlouhlé, přisedlé. Květy uspořádané ve vijanech vyrůstají z úžlabí listů. Jsou oboupohlavné, osově souměrné, zpočátku růžové, časem mění barvu k fialové až modré barvě. Albinotická varianta s bílými květy je vzácnější. Ze zvonkovitého květu vyčnívají dlouhé tyčinky. Kvete od května až do října, plodem jsou trojhranné tvrdky. Rozeklaná čnělka květu připomíná hadí jazyk a starší květ hlavu hada – odtud pochází jméno rostliny. Všechny zelené části rostliny jsou pokryty trichomy.
Vzhledem k tomu, že kořeny dosahují hloubky až 250 cm, prospívá i na suchých místech, jako jsou kamenité stráně, silniční a železniční náspy či okraje cest. Roste téměř v celé Evropě až do nadmořské výšky 1 200 m na slunných stráních, mezích, loukách i rumištích, místy velmi hojně. Druhotně byl zavlečen do Severní Ameriky.

## Léčebné účinky
Užívá se kvetoucí nať (Herba echii vulgaris), a to ve formě koupelí na některé kožní nemoci a revmatismus nebo ve formě obkladů na křečové žíly. Vnitřní užití se nedoporučuje kvůli jedovatosti obsažených alkaloidů, dříve se ale vnitřně užívala k léčení zánětů trávicího ústrojí a při bronchitidě.

## Včelařství
Hadinec obecný je vynikající nektarodárná i pylodárná rostlina. Nektarium hadince vyprodukuje za 24 hodin 0,53 mg nektaru s cukernatostí 43 %. Cukerná hodnota, tedy množství cukru vyprodukovaného v květu za 24 hodin, je 0,23 mg. Vrchol sběru nektaru včelami je kolem 15. hodiny. Pylové rousky hadince jsou modré až téměř černé.
Druhový med hadince je světlý, vonný a rychle krystalizuje v jemnou šedou hmotu. V Česku není tvořený.